# هولتسهایم
هولتسهایم (به فرانسوی: Holtzheim) یک کمون در فرانسه با جمعیت ۲٬۹۹۵ نفر است که در Canton of Geispolsheim واقع شده‌است.